# سيمرة (هندميني)
سيمرة (بالإنجليزية: Seymereh)‏ هي مستوطنة تقع في إيران في قسم هندميني الريفي. يقدر عدد سكانها بـ 228 نسمة .